# 田書
田書（？—？），齐国人，妫姓，田氏，名书，字子占，因田氏出自陈氏，故又名陈书，田桓子的儿子。曾与齐国大夫孙书一起共同伐莒，与孙书并非同一个人。前484年，齐国对吴国、鲁国联军的艾陵之战中，与国书、公孙夏、闾丘明、东郭书一起阵亡。站前他哥哥田僖子对他说：“你要是战死，我一定能够得志。”